# Америка (Нідерланди)
Америка (нід. Amerika) — селище в нідерландській провінції Дренте. Входить до муніципалітету Норденвелд.

## Галерея

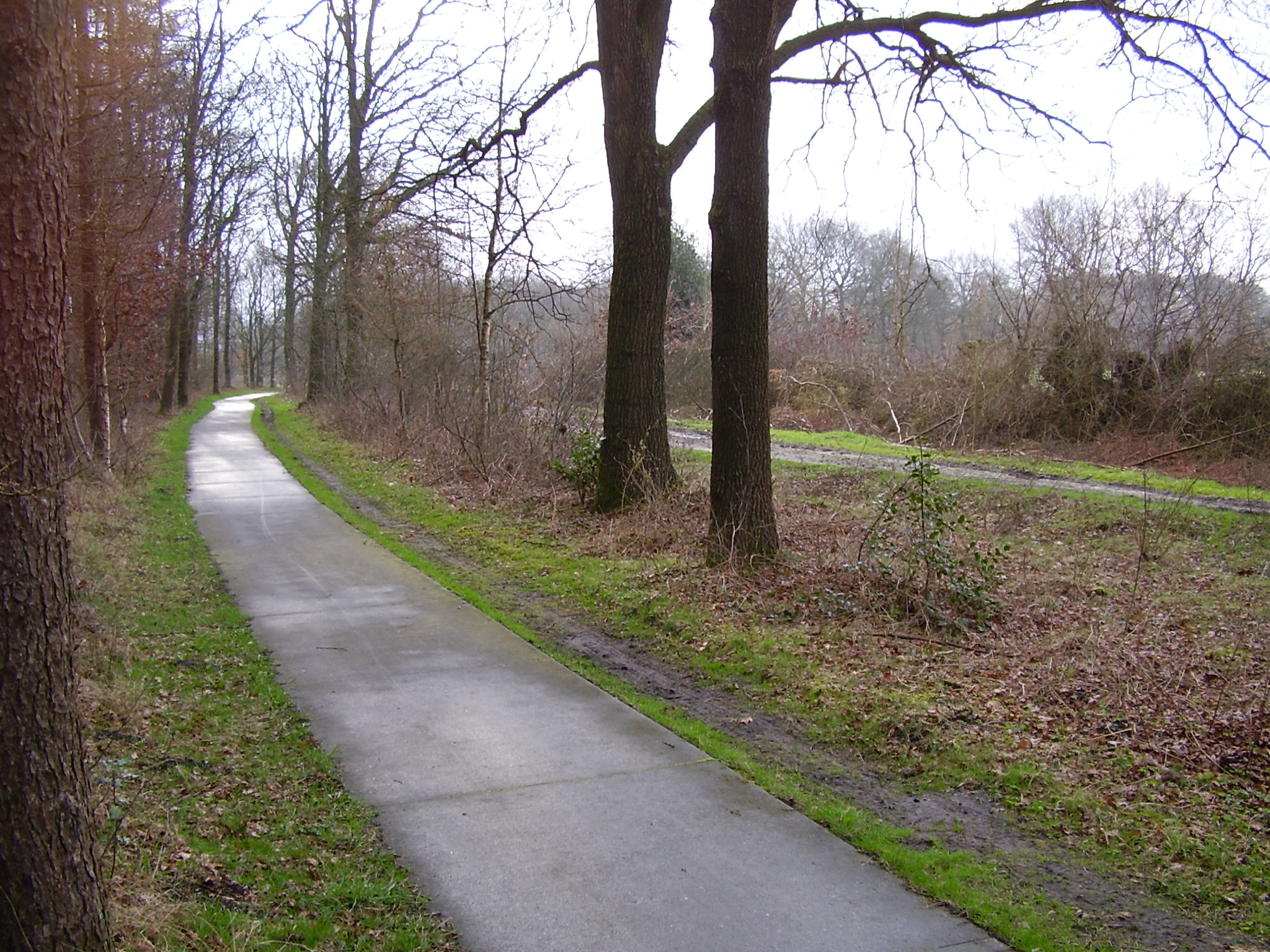
Велосипедна доріжка до Америки з Ена